# 香茅醛
香茅醛（Citronellal），学名3,7-二甲基-6-辛烯醛，是一种无环单萜醛。
香茅醛具有驱虫性能，研究表明对蚊子有很高的驱避效果。另一项研究表明，香茅醛具有很强的抗真菌特性。

## 性质
无色透明液体。具有花椒香味。易溶于乙醇；乙醚；氯仿，微溶于水。有光学异构体。

## 药典地位
- 英国药典[4]